# 文石書院
文石書院，是昔日澎湖群島唯一的一間書院，創立於乾隆三十一年（1766年），日治時期重修改建為澎湖孔廟。

## 歷史
澎湖通判胡建偉於乾隆三十一年（1766年）到任後，因覺得澎湖有設立書院之必要，遂於同年冬天應貢生許應元等人之請，設立書院，於隔年孟夏落成，因為澎湖盛產文石，便用此來為書院命名，首任院長由胡建偉兼任。
之後在嘉慶四年（1799年）時，通判韓蜚聲重修，並於後院建魁星樓；道光九年（1829年）春，通判蔣鏞與副將孫得發捐俸倡修，同時將魁星樓移建到今址。同治十二年（1873年）名儒林豪將魁星樓命名為「登瀛樓」，該樓後於光緒元年（1875年）在董事蔡玉成邀集下修建，隔年冬天落成，當時山長施槃為此著有〈登瀛樓落成記〉。然而後來書院因光緒十一年（1885年）的中法戰爭而受到戰火破壞。
1895年3月，日軍佔領澎湖後，一度將書院作為野戰醫院使用，後於昭和六年（1931年）當地人重修後改為孔廟。二次大戰後，澎湖孔廟於1963年重修，原有建築除魁星樓（登瀛樓）之外，均已非原貌，之後在2002年12月11日時，魁星樓以「馬公文石書院魁星樓」的名義被公告為澎湖縣歷史建築。

## 園內文化資產

### 魁星樓
魁星樓構造形式為硓𥑮石、磚、木混合二樓四角形建築物，採用歇山式屋頂，正脊為三川脊形式，共有扶壁柱4根、簷柱14根（一樓8根、二樓6根）支撐建築本體。魁星樓雖有著中國閣樓重檐屋面，二樓帶廊與附屬於書院建物則是來自東南方等常見建築手法；但在建物之細部與構材上卻也溶入澎湖當地慣用之玄武岩建材，是台灣唯一存留，附屬於書院的魁星樓建築。
另外，魁星樓北向立面處有「澎湖文石書院魁星樓」碑，是澎湖縣政府於民國68年（1979）修建時立碑於此，由碑上所文可得知文石書院魁星樓之歷史脈絡與變遷。

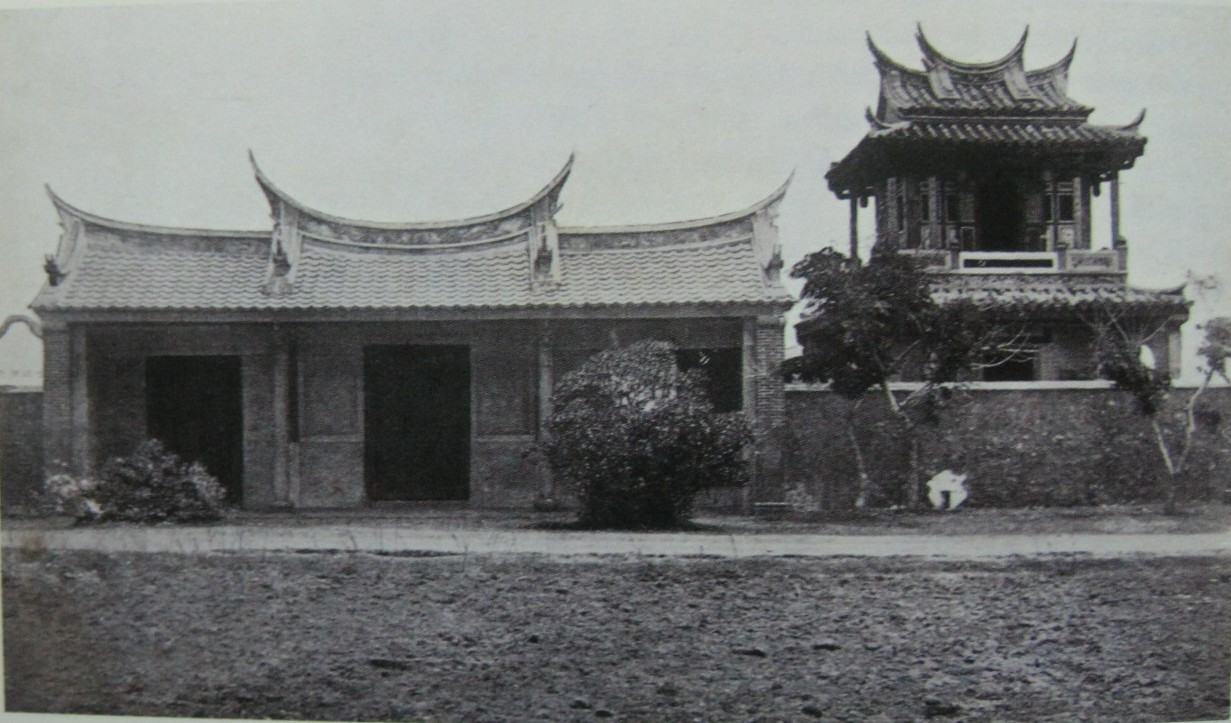
日治時期的文石書院（澎湖孔廟），圖片右方的樓閣即魁星樓
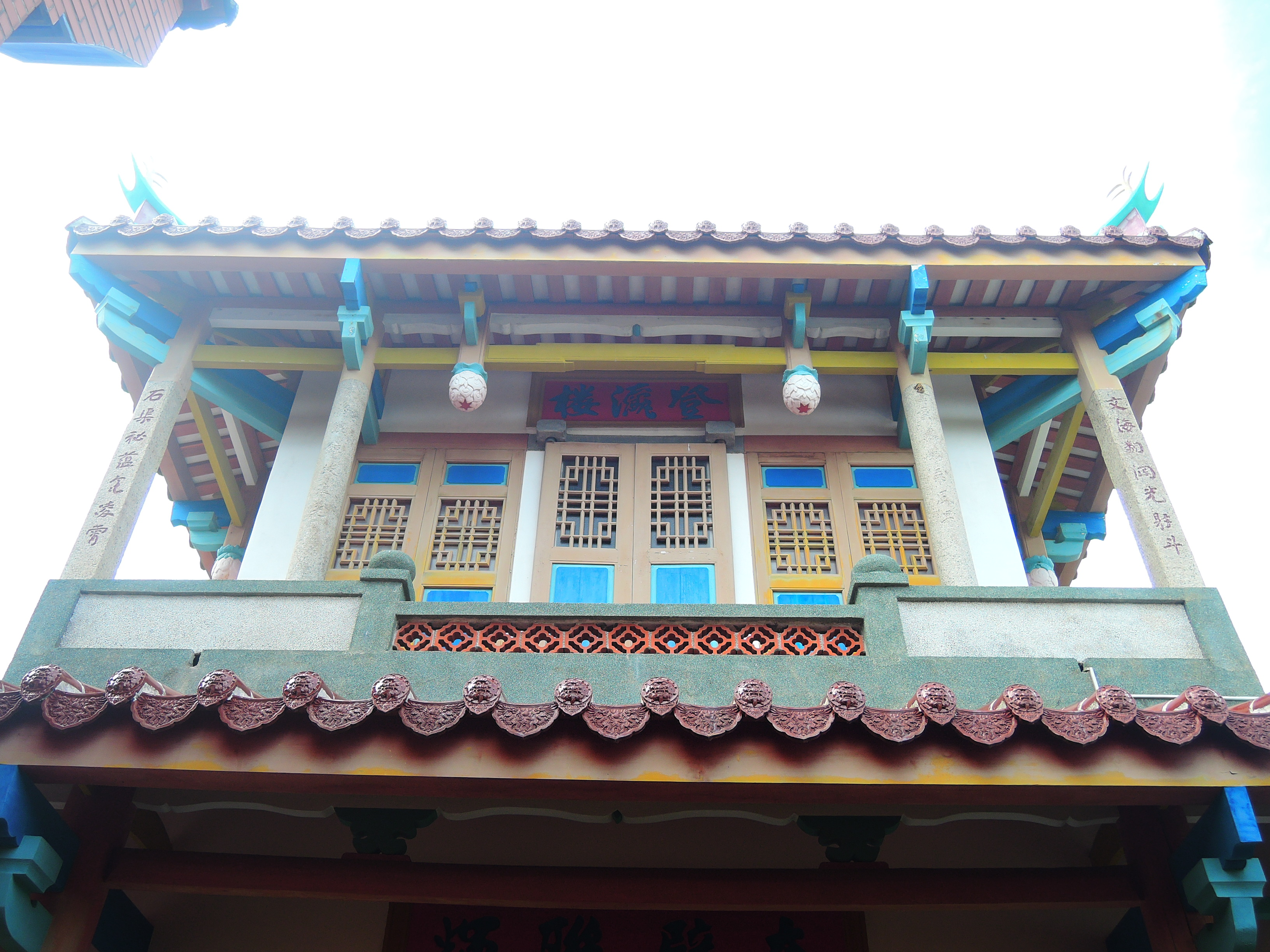
魁星樓正面照
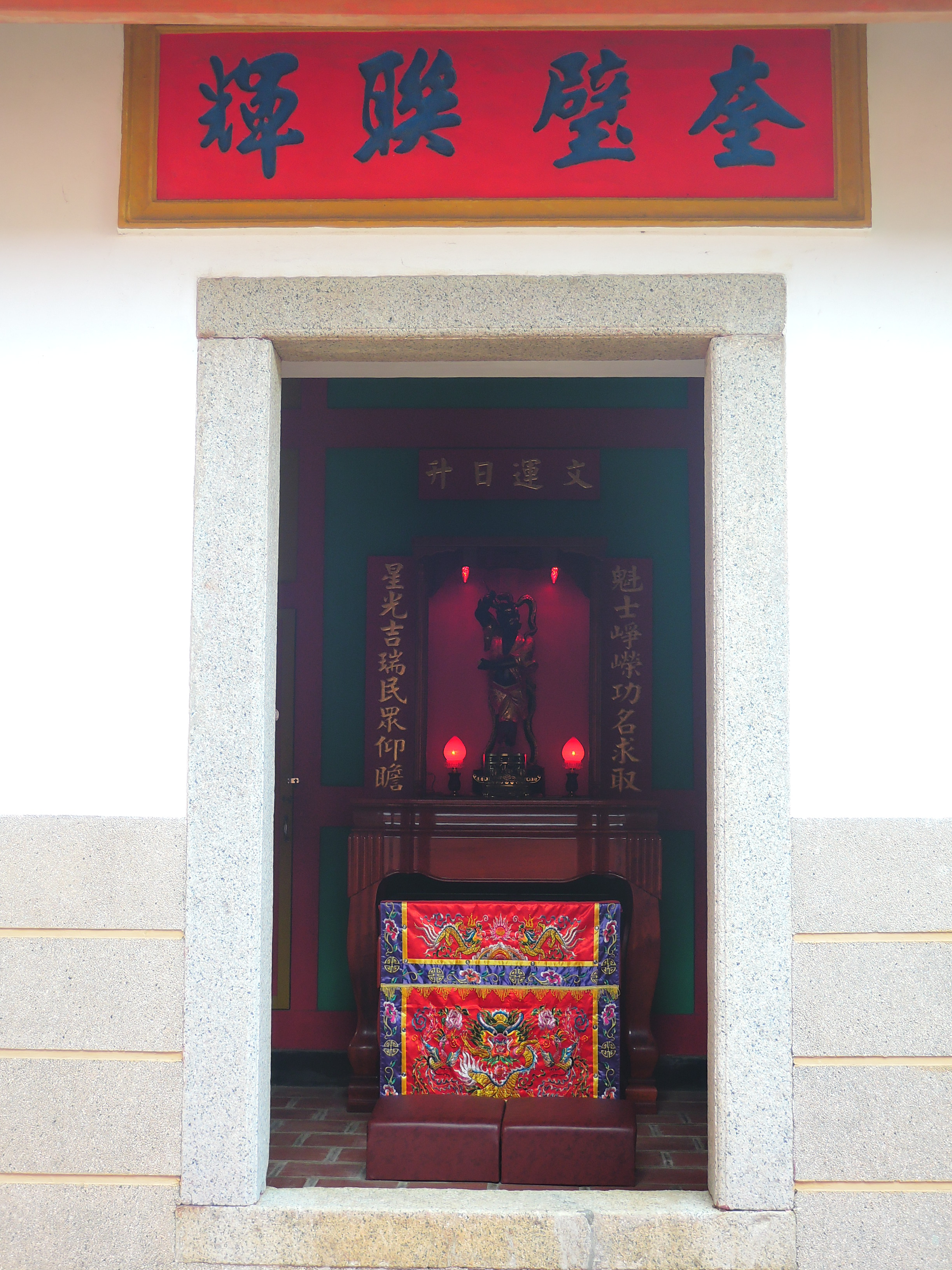
魁星樓大門部分
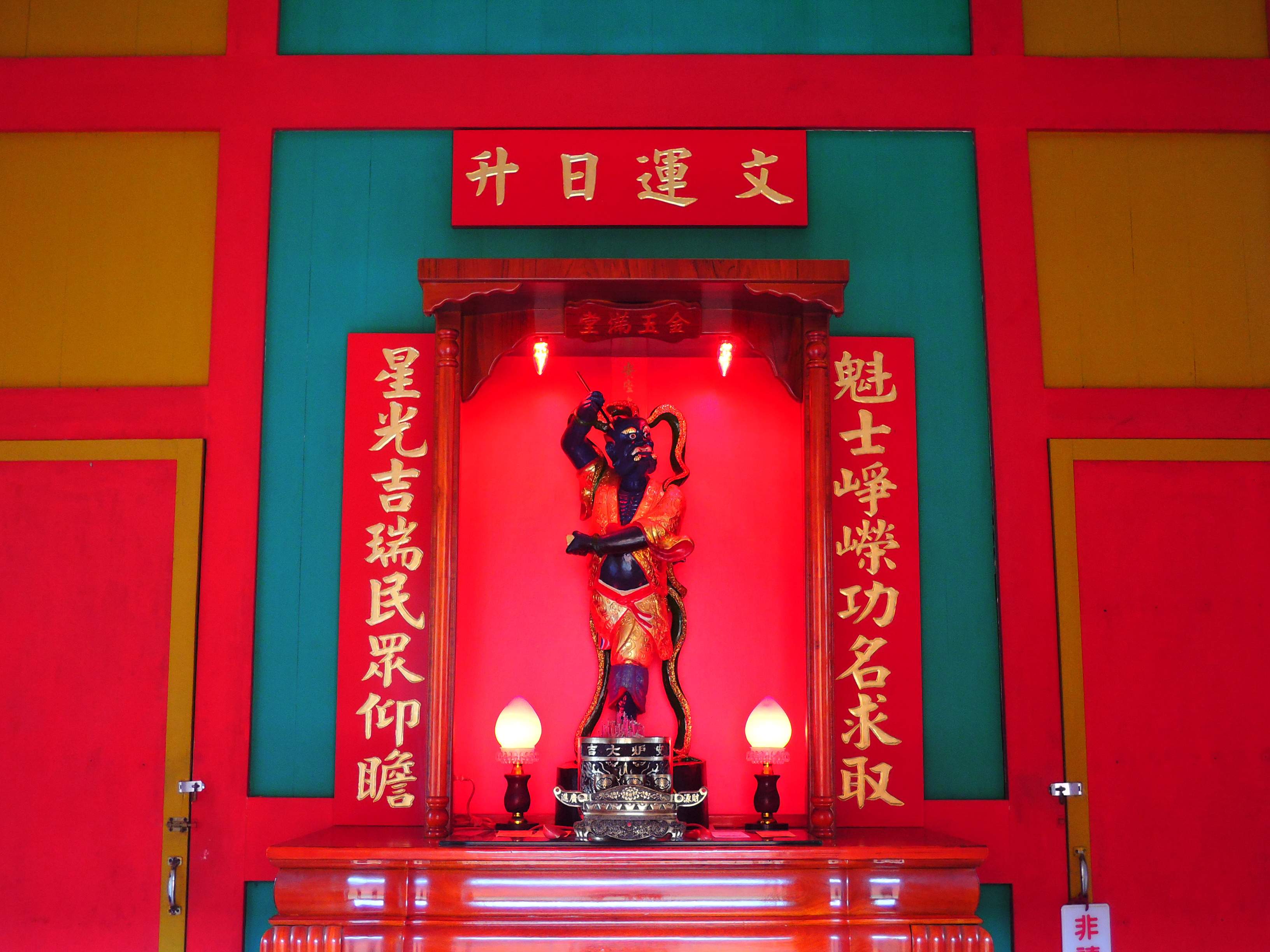
魁星樓內部供奉之魁星爺神像

### 石碑
當前，澎湖孔廟園區共保存6面石碑，並在2003年一同與魁星樓公告為澎湖縣歷史建築：
- 文石書院碑記

由閤澎紳士在乾隆34年（1769年）立碑，敘述澎湖文石書院創建者通判胡建偉的籍貫，曾任官之縣，為童生爭取免縣、府試可逕赴道考，提振文風之事蹟。
- 文石書院門額

由澎湖通判韓輩聲在嘉慶4年（1799年），因特重文教，捐廉重修而立，本件門額即出自其手筆，以其自奉的江西「鹅湖书院」為齋館，落款「鵝湖」為其別號。
- 倡捐襄舉賓興記

由署澎湖分府王廷幹所撰，道光23年（1843年）立碑，敘述澎湖地方人士瓦硐監生張騰賚、諸生黃春桂由在因出重資以卹鄉鄰，捐銀存書院生息以為賓興利用之助之事蹟。
- 孔子廟重修捐題碑記

於昭和6年（1931）重修澎湖孔廟因捐費者芳名及金額而立，其中包含澎湖士紳郭健秋、諸商號及日本政商人士等之捐額，戰後遭人塗改，將年代改為民國十八年。
- 古蹟保存所記

由當時擔任孔子廟管理人吳爾聰所撰，於昭和6年（1931年）立碑。
- 聖廟重修落成記

於昭和6年（1931）重修澎湖孔廟而立，詳述1931年重修工程之始末，戰後遭人塗改，將年代改為民國十八年。
除上列6面石碑外，澎湖孔廟園內尚存一施琅靖台碑記，原碑於清康熙二十四年（1685年）所立，碑記的內容施琅自述攻台時的事功，本碑初立於澎湖縣馬公市施公祠前，後輾轉移置市公所前庭，近代後再遷立孔子廟前院。然而碑文則遭人磨平，但該碑仍為並與同時立，現存台南大天后宮之功德碑為台灣最古老的石碑之一。